# Aygavan
Aygavan là một đô thị thuộc tỉnh Ararat, Armenia. Dân số ước tính năm 2011 là 4443 người.